# Драгомир Кићовић
Драгомир Кићовић (Слатина код Андријевице, 1953 — ) српски је географ, редовни професор Универзитета у Приштини и члан Одбора Српске академије наука и уметности за проучавање Косова и Метохије.

Основну школу је завршио у родном месту (4 разреда) и Андријевици, а Средњу техничку школу у Иванграду 1973. године. Од септембра 1974. до септембра 1978. године био је студент Природно-математичког факултета Универзитета у Приштини, где је и дипломирао. Године 1978. уписао је постдипломске студије на Одсеку туризмолошких наука Природно-математичког факултета Универзитета у Београду, где је магистрирао 1983. године. Докторирао је на Природно-математичком факултету Универзитета у Приштини 1992. године. 
Радио је као професор географије и помоћник директора у Основној школи Радомир Митровић у Иванграду. Краће време је био секретар Секретаријата за општу управу и друштвене делатности Општине Андријевица. Године 1993. изабран је у звање доцента на Одсеку за географију Природно-математичког факултета Универзитета у Приштини, где је данас редовни професор.
Школске 2002/2003. био је шеф Одсека за географију, а од 2012. до 2015. године декан Природно-математичког факултета Универзитета у Приштини.
Предавао је и на Филозофском факултету у Приштини, Учитељском факултету у Призрену - Лепосавићу, Филозофском факултету у Никшићу, Вишој/високој пословној школи у Блацу и Вишој/високој туристичкој школи у Београду. Био је председник подружнице Српског географског друштва за Косово и Метохију и потпредседник Удружења ратних добровољаца 1912-1918, њихових потомака и поштовалаца. Члан је Управног одбора Удружења туризмолога Србије.
За резултате у области науке добио је завичајну награду општине Андријевица "17. јул", Плакету Српског географског друштва и друга признања. 
Године 2016. изабран је за члана Одбора Српске академије наука и уметности за проучавање Косова и Метохије.